# Pape Alioune Diop
Pape Alioune Diop (mort el 26 de setembre de 2012) fou un entrenador de futbol senegalès que va dirigir la selecció senegalesa de futbol a la Copa d'Àfrica de Nacions de 1986.
Diop també va entrenar els clubs senegalesos ASC Diaraf, ASC Jeanne d'Arc i ASFA Dakar.